# Melanitta stejnegeri
El negrón siberiano (Melanitta stejnegeri) es una especie de ave anseriforme de la familia Anatidae propia de Asia.

## Taxonomía
La especie fue descrita por el ornitólogo estadounidense Robert Ridgway en 1887 como Oidemia stejnegeri. El nombre del género Melanitta, introducido por Heinrich Boie 1822, deriva de las palabras griegas melanos para «negro» y netta para «pato». El nombre específico conmemora al ornitólogo noruego Leonhard Stejneger. Fue agrupada junto al negrón aliblanco (M. deglandi) dentro de la especie euroasiática M. fusca por Ernst Hartert en 1920 sin dar justificación para
fusionar los tres taxones. El negrón especulado (M. fusca) y M. deglandi siguieron siendo reconocido como especies separadas por muchos autores posteriores, pero stejnegeri fue tratado universalmente como subespecie de deglandi. Sin embargo, los tres taxones se pueden distinguir por diferencias en el plumaje, color y la forma del pico, la hibridación entre los tres es desconocida y no hay variaciones clinales. La Unión Ornitológica Internacional la trata como especie separada desde la versión 9.2 de su lista de verificación y la UICN desde 2018.

## Descripción
Mide entre 51 y 58 cm de largo con una envergadura de entre 86 y 99 cm, los machos pesan entre 1 y 1,4 kg y las hembras promedian los 957 gramos. La especie es similar en apariencia al negrón especulado y al negrón aliblanco, pero tiene una serie de características que lo diferencian de estos. Los machos del M. fusca tienen flancos más marrones, coloración amarilla oscura de la mayor parte del pico y una protuberancia más baja, acercándose a M. deglandi, mientras que M. stejnegeri tiene una protuberancia más alta en la base del pico que es en su mayoría de color amarillo anaranjado. El plumaje de los machos adultos es completamente negro con una mancha blanca debajo de los ojos, mientras que la hembra es de color marrón con dos manchas claras en la cabeza.

## Distribución y hábitat
Se reproduce en el extremo norte de Asia (Siberia), desde el este de la cuenca del Yeniséi hasta Kamchatka y al sur hasta Mongolia, llegando también hasta el noreste de Kazajistán. Migra a zonas más templadas en el sur durante el invierno, llegando hasta el sur de China.